# Dinamo Moskwa (koszykówka mężczyzn)
Dinamo Moskwa – koszykarska sekcja sportowego klubu rosyjskiego Dinamo z siedzibą w Moskwie. Sekcja powstała w roku 1923 i działa nieprzerwanie do dziś. Do największych sukcesów klubu należą m.in. zwycięstwo w prestiżowych rozgrywkach Eurocup oraz dwukrotnie wywalczone mistrzostwo ZSRR z 1937 oraz z 1948 roku.